# جيلو بارك
جيلو بارك هو موقع مخيم ومركز نشاطي للجماعات الكشفية وجميع منظمات الشباب، فضلا على انه مركز للتدريب ومؤتمر للقيادات الكشفية مع العديد من المجموعات التجارية والمحلية باستخدام المرافق، بما في ذلك استضافة المناسبات الاجتماعية مثل حفلات الزفاف وأعياد الميلاد . يوجد المركز في لندن.

## روابط خارجية
- مركز نشاط بارك جيلو  نسخة محفوظة 16 أبريل 2016 على موقع واي باك مشين.
- مركز جيلو بارك للمؤتمرات نسخة محفوظة 12 مايو 2015 على موقع واي باك مشين.